# جرذ الأرز كبير الرأس
جرذ الأرز كبير الرأس (الاسم العلمي: Oryzomys megacephalus) (بالإنجليزية: Azara’s Broad-headed Oryzomys)‏ هو نوع من الحيوانات يتبع جنس جرذ الأرز من الفصيلة القدادية.